# Lecythis chartacea
Lecythis chartacea är en tvåhjärtbladig växtart som beskrevs av Otto Karl Berg. Lecythis chartacea ingår i släktet Lecythis och familjen Lecythidaceae. Inga underarter finns listade i Catalogue of Life.